# Alto do Palurdo
A Freguesia de Alto do Palurdo é uma freguesia portuguesa do Município de Pinhel com 47,31 km² de área e 192 habitantes (censo de 2021), tendo, por isso, uma densidade populacional de 4,1 hab./km².

## História
Foi criada aquando da reorganização administrativa de 2012/2013, resultando da agregação das antigas freguesias de Pereiro e Vale de Madeira.

## Demografia
A população registada nos censos foi:
| Distribuição da População por Grupos Etários | Distribuição da População por Grupos Etários | Distribuição da População por Grupos Etários | Distribuição da População por Grupos Etários | Distribuição da População por Grupos Etários | Distribuição da População por Grupos Etários |
| -------------------------------------------- | -------------------------------------------- | -------------------------------------------- | -------------------------------------------- | -------------------------------------------- | -------------------------------------------- |
| Antes da agregação                           |                                              |                                              |                                              |                                              |                                              |
| Ano                                          | 0-14 anos                                    | 15-24 anos                                   | 25-64 anos                                   | >= 65 anos                                   | Total                                        |
| 2001                                         | 28                                           | 42                                           | 154                                          | 112                                          | 336                                          |
| 2011                                         | 23                                           | 13                                           | 101                                          | 105                                          | 242                                          |
| Após a agregação                             |                                              |                                              |                                              |                                              |                                              |
| Ano                                          | 0-14 anos                                    | 15-24 anos                                   | 25-64 anos                                   | >= 65 anos                                   | Total                                        |
| 2021                                         | 6                                            | 18                                           | 81                                           | 87                                           | 192                                          |